# Liên quan đến người Do Thái
"Liên quan đến người Do Thái" (tiếng Anh: Concerning the Jews) là một bài văn ngắn được viết bởi văn hào Mark Twain. Twain đã sống ở Áo trong năm 1896, và phát biểu rằng các đế chế Habsburg sử dụng con dê tế thần để duy trì sự hiệp nhất trong đế chế vô cùng đa dạng của họ, cụ thể là người Do Thái. Năm 1898, ông xuất bản các bài viết "Khuấy động nước Áo".
Twain chịu trách nhiệm cho bài viết của ông, một lời hồi đáp chua cay đặc biệt từ một luật sư người Do Thái ở Mỹ hỏi Twain: "Hãy nói cho tôi biết từ quan điểm lạnh lùng của anh, Liệu người Do Thái ở Mỹ có thể làm bất cứ điều gì để sửa chữa điều đó khi ở Mỹ hay ở nước ngoài? Liệu điều đó có bao giờ đi đến hồi kết? Liệu một người Do Thái sẽ được phép sinh sống lương thiện, tử tế, và hòa bình như những người khác? Điều gì đã trở thành những nguyên tắc vàng? " trong lời hồi đáp, Twain ký bút "Liên quan đến người Do Thái", mà Harper xuất bản vào năm 1899.
Bài luận văn bao gồm các tuyên bố rằng người Do Thái đã không đi nghĩa vụ quân sự để chiến đấu phục vụ lực lượng vũ trang quân đội nước Mỹ: "Anh ấy là một người hay lui tới và trung tín và có khả năng chiến đấu trong quân sự, nhưng anh ấy bị ép buột miễn cường để đi nghĩa vụ quân sự chứ không phải là do lòng yêu nước như một người lính đứng trước lá cờ tổ quốc - như những Ki tô hữu Quaker ". Tuy nhiên, khi số liệu Bộ Chiến tranh đã thống kê rằng người Do Thái ở Mỹ đã thực sự tham gia trong quân đội quốc gia với một tỷ lệ phần trăm lớn hơn so với tổng dân số của họ, Twain đã đưa ra một lời xin lỗi và rút lại lời tuyên bố của ông, tên sách "Postscript - The Jew as Soldier."
Bài luận văn cũng bao gồm những lời nhận xét tích cực của người Do Thái, liên quan đến sự sống còn của người Do Thái:
"Người Ai Cập, người Babylon, và Hoa Hồng Ba Tư (người Ba Tư), phát triển sinh sôi nảy nở trên mặt đất với danh tiếng vang dội lẫy lừng và ánh sáng huy hoàng, nhưng sau đó đã trở nên phai mờ nhạt nhòa như những giấc mơ và rồi đã biến mất; người Hy Lạp và người La Mã chạy theo bánh xe đổ đó, và họ tạo ra tiếng tăm lẫy lừng thật lớn, và rồi thời đại huy hoàng của họ cũng đã trôi qua; những dân tộc khác cũng đã nổi lên và giơ cao ngọn đuốc vinh quang của họ trong một thời gian, nhưng ngọn đuốc đó đã đốt cháy hết, và họ ngồi trong ánh hoàng hôn, hoặc họ đã biến mất. Người Do Thái đã chạm trán tất cả, đánh bại tất cả họ, và bây giờ người Do Thái mãi mãi không bị suy đồi, không có sự yếu đuối của tuổi tác, không có sự suy yếu của các bộ phận cơ thể, nguồn năng lượng của người Do Thái không bị chậm chạp, tâm trí của người Do Thái không bị lưu mờ và ý chí rất hung hăng. Tất cả mọi thứ đều đã chết, nhưng người Do Thái thì không. Tất cả các quyền lực khác đã biến mất, nhưng người Do Thái vẫn tồn tại. Bí mật trong sự bất tử của người Do Thái là gì?"